# Desprendimiento de vórtice

Desprendimiento de vórtices tras un cilindro de base circular. En esta animación, los flujos a los dos lados del cilindro están mostrados en colores diferentes, para mostrar que los vórtices de los dos lados alternan. Cortesía, Cesareo de La Rosa Siqueira.

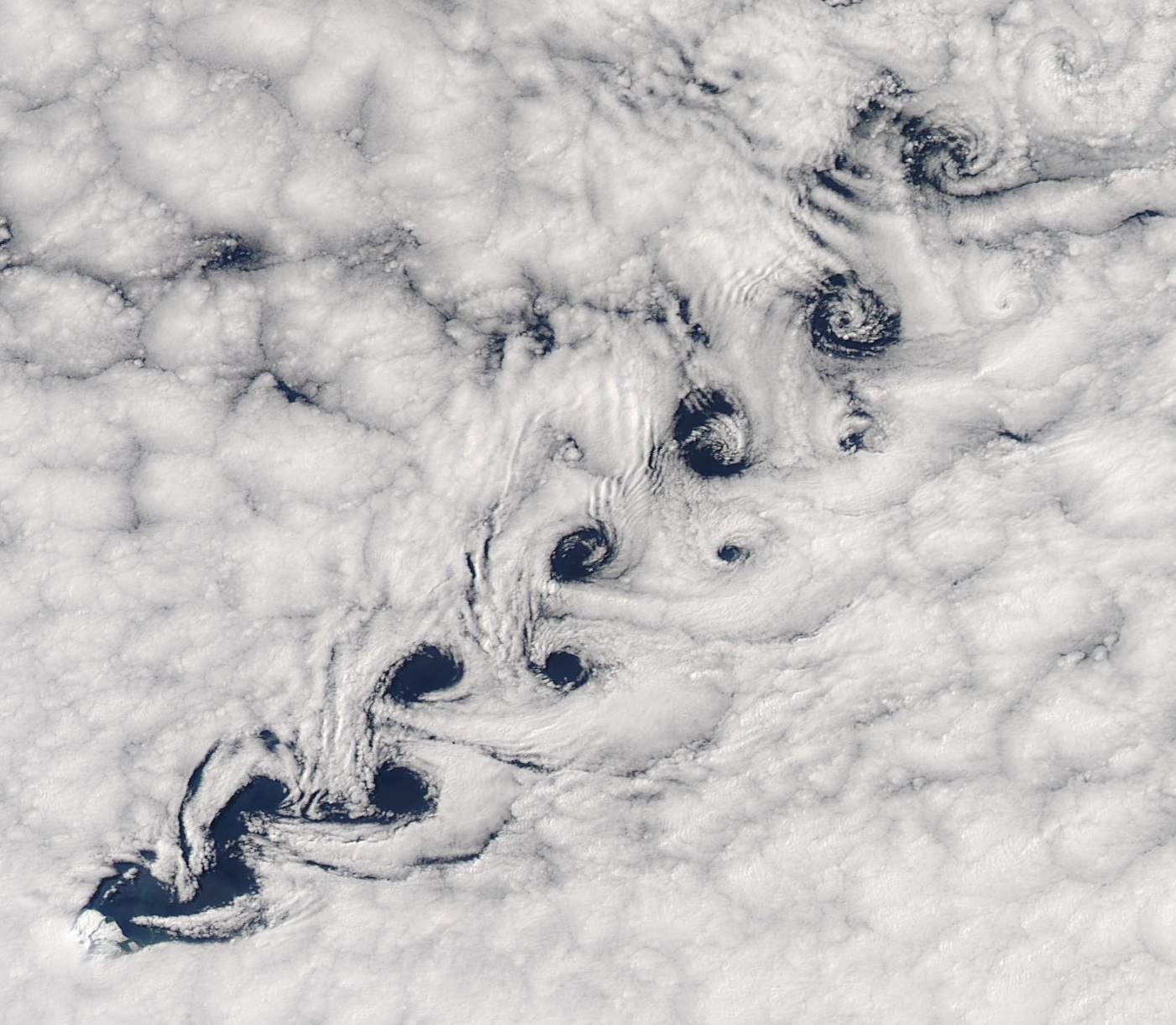
El desprendiemiento de vórtices al paso del viento por Isla Oída (inferior izquierdo) en el océano Índico sur, produce una Calle de vórtices de Von Kármán en las nubes

En dinámica de fluidos, el desprendimiento de vórtices es un flujo oscilante  que tiene lugar cuándo un fluido como aire o agua fluye contra un obstáculo a determinadas velocidades que dependen del tamaño y forma del obstáculo. En esta situación aparecen vórtices en la parte del obstáculo opuesta al flujo y se desprenden alternativamente formando una Calle de vórtices de Von Kármán.  Éstos vórtices crean zonas de baja presión y hacen que el objeto que forma el obstáculo sufra fuerzas que tienden a moverlo alternativamente hacia las zonas de baja presión.
Si la estructura que forma el obstáculo no es lo bastante rígida y la frecuencia de desprendimiento de vórtices se aproxima a la frecuencia de resonancia de la estructura, entonces la estructura puede entrar en resonancia, vibrando con una oscilación armónica  producida por la energía del flujo.
Esta es la causa  por ejemplo de la vibración de las antenas de radio de los automóviles a  algunas velocidades. Las chimeneas altas constituidas por tubos de acero de pared delgada pueden ser suficientemente flexibles como para que, sometidas a vientos con una velocidad próxima a la crítica, el desprendimiento de vórtices provoque en la chimenea violentas oscilaciones que pueden averiarla o destruirla.
- Datos: Q28129961